# Übergáz
Az Übergáz (eredeti cím: Stuber) 2019-ben bemutatott amerikai akcióvígjáték, melynek rendezője Michael Dowse, forgatókönyvírója Tripper Clancy. A főszerepben Kumail Nanjiani, Dave Bautista, Iko Uwais, Natalie Morales, Betty Gilpin, Jimmy Tatro, Mira Sorvino és Karen Gillan látható.
Az Amerikai Egyesült Államokban 2019. július 12-én mutatták be,.Magyarországon egy nappal hamarabb szinkronizálva, július 11-én került mozikba a Fórum Hungary forgalmazásában.

## Rövid történet
Egy Uber-sofőr akarata ellenére kénytelen egy akciódús rendőri nyomozás részese lenni.

## Cselekmény
Stu Prasado Uber-sofőr megszállottan szeretné megszerezni az első 5 csillagos értékelését. Egy agresszív Los Angeles-i rendőrnyomozó, Vic Manning arra kényszeríti, hogy fuvarozza a városban, hogy elkaphassa a hírhedt drogdílert, Oka Tedjót. Vic számára ez különösen személyes ügy, mert Tedjo hat hónappal korábban meggyilkolta Sara Morrist, Vic újonc társát. Vic nem tudja egyedül megoldani a feladatot, mivel nemrég lézeres szemműtéten esett át, ami miatt nem lát jól.
Útközben Stu megbirkózik Vic zavart viselkedésével, miközben megpróbálja kifejezni érzéseit barátnőjének, Beccának. Stu és Vic szembesítik egymást azzal, hogy Stu képtelen férfiként viselkedni, míg Vicet leszólják az erőszakos férfiassága és a lánya, Nicole elhanyagolása miatt, ami hasonlóságot mutat Vic saját apjának hozzáállásával.
A nyomok Stut és Vicet Los Angeles különböző helyszíneire vezetik, például Koreatownba, majd egy férfi sztriptízbárba és egy Long Beach-i házba, miközben Vic letartóztatja a nyomozás egyik fő gyanúsítottját, és megmenti a Pico nevű pitbull terriert attól, hogy kábítószert tartalmazó csomagokkal etessék.
Stu véletlenül lábon lövi a gengsztert, Vic pedig egy állatkórházba viszi őket, ahol egy csapat gengszter rájuk talál, és megtámadja őket. Stu megijed, de Vicnek sikerül átvennie az irányítást a helyzet fölött azzal, hogy Stu kutyakajás dobozokat dobál a gengszterekre, és lelőtte a kábult gengsztereket.
Vic az egyik gengszter telefonját használva sms-ben értesíti a vezetőjét az „ő” haláláról, majd Nicole múzeumi kiállításához rohan, hogy figyelmeztesse őt a közelgő veszélyre.
Eközben Stu küzd, hogy fenntartsa kapcsolatát Beccával, partnerével egy feltörekvő spinning edzőteremben, aki összetört szívvel, mert éppen csalódott a szerelemben, és azt szeretné, ha átjönne hozzá, hogy berúgjanak és alkalmi szexet folytassanak. Stut azonban jobban érdekli, hogy randizzon vele.
Végül Tedjo bukásának helyszínén szembesülnek Tedjóval, ahol Vic rájön, hogy McHenry kapitány egy mocskos zsaru, aki Tedjóval összejátszott, és azt tervezte, hogy gyilkossággal vádolja meg Vicet, hogy eltűnjön az útból, míg Stu bevallja, hogy szereti Beccát, de aztán rájön, hogy ez nem működne, mivel tudja, hogy a lány nem így érez, és nem is kellene barátoknak lenniük.
Stu és Vic együtt dolgoznak a gazemberek legyőzésén, de Nicole veszélybe kerül, amikor rájuk talál, és Tedjo majdnem lelövi. Stu kapja a golyót, Vic pedig majdnem megöli Tedjót, mielőtt Nicole megállítja, és megérkeznek a zsaruk, hogy Tedjót bíróság elé állítsák.
Miután Stu és Vic felépülnek, jó barátok lesznek, miközben Vic végre 5 csillagos értékelést ad Stunak az Überen (annak ellenére, hogy 5534,95 dollárt kell fizetnie neki), Becca pedig sikeres spinning kerékpár üzletet indít, bár nyilvánvalóan még mindig haragszik Stura, amiért elhagyta őt. Vic a korábban talált kutyával együtt érkezik Nicole házába karácsonyra, és azt veszi észre, hogy Nicole Stuval randizik.

## Szereplők
| Szereplő                                                     | Színész         | Magyar hang        |
| ------------------------------------------------------------ | --------------- | ------------------ |
| Stu, über-sofőr                                              | Kumail Nanjiani | Kaszás Gergő       |
| Victor "Vic" Manning LAPD-nyomozó, Nicole apja, Sarah társa  | Dave Bautista   | Ifj. Jászai László |
| Oka Tedjo, kegyetlen kábítószer-kereskedő és rendőrgyilkos   | Iko Uwais       | Csiby Gergely      |
| Nicole Manning, Vic lánya, szobrász                          | Natalie Morales | Gáspár Kata        |
| Becca, Stu legjobb barátja és szerelmi érdeklődésének tárgya | Betty Gilpin    | Solecki Janka      |
| Richie Sandusky                                              | Jimmy Tatro     | Crespo Rodrigo     |
| Angie McHenry kapitány, Vic főnöke                           | Mira Sorvino    | Agócs Judit        |
| Sarah Morris, Vic korábbi partnere                           | Karen Gillan    | Martinovics Dorina |
| Felix                                                        | Steve Howey     | Megyeri János      |
| Leon                                                         | Amin Joseph     | Horváth Gergely    |
| Sloane                                                       | Julia Vasi      | Laudon Andrea      |
| Dr. Branch                                                   | Scott Lawrence  | Vass Gábor         |
| Amo Cortez                                                   | Rene Moran      | Dévai Balázs       |
| Doris nagymama                                               | Patricia French | Gruber Zita        |

## Fordítás
- Ez a szócikk részben vagy egészben  a   Stuber című spanyol Wikipédia-szócikk fordításán alapul.  Az eredeti cikk szerkesztőit annak laptörténete sorolja fel. Ez a jelzés csupán a megfogalmazás eredetét és a szerzői jogokat jelzi, nem szolgál a cikkben szereplő információk forrásmegjelöléseként.